# Championnat du Kazakhstan de football 1996
Navigation
Saison précédente Saison suivante
La saison 1996 du championnat du Kazakhstan de football était la 5e édition de la première division kazakhe, la Top Division. Les dix-sept meilleures équipes du pays sont regroupées au sein d'une poule unique, où tous les clubs s'affrontent en matchs aller et retour. À la fin du championnat, il n'y a ni promotion, ni relégation car la Perveja Liga, la deuxième division kazakhe, n'est pas organisée cette saison.
Le FK Taraz devient champion du Kazakhstan pour la première fois de son histoire en terminant en tête du classement final cette saison, 2 points devant un duo composé du FC Irtysh Pavlodar et du double tenant du titre, le FC Yelimay Semipalatinsk, qui remporte un trophée cette saison après son succès en finale de la Coupe du Kazakhstan face au FC Munaishy. Cependant, à cause de différends vis-à-vis de la fédération kazakhe, le club refuse le trophée. En réaction, la fédération décide de faire rejouer la finale, avec les deux clubs éliminés en demi-finales. C'est le FC Kairat Almaty qui remporte le match et se qualifie du même coup pour la prochaine édition de la Coupe des Coupes.
Durant l'intersaison, le FC Aktyubinets Aktobe et le FC Tsesna Akmolinsk, fusionnent pour former le FC Aktobemunai Aktobe. De plus, le FC Gornyak Khromtau déclare forfait avant le début du championnat. La compétition démarre donc avec 18 équipes.

## Les 18 clubs participants
| - FC Kairat Almaty - FK Taraz - FC Zhiger Shymkent - FC Tselinnik Akmola - FC Tobol Koustanaï - FC Aktobemunai Aktobe - FC Taldykorgan - FC Yenbek - Promu de Perveja Liga - FC Kaysar Kyzyl-Orda - Promu de Perveja Liga | - FC Batyr Ekibastuz - FC Shakhtyor Karagandy - FC Irtych Pavlodar - FC Ordabasy Chymkent - FC Vostok - FC Yelimay Semipalatinsk - FC Bulat Temirtau - FC Munaishy - FC Okjetpes Kokchetaou - Promu de Pervaja Liga |

## Compétition
Le barème de points servant à établir les classements se décompose ainsi :
- Victoire : 3 points
- Match nul : 1 point
- Défaite : 0 point

### Classement
| Rang | Équipe                       | Pts | J  | G  | N  | P  | Bp | Bc | Diff |
| ---- | ---------------------------- | --- | -- | -- | -- | -- | -- | -- | ---- |
| 1    | FK Taraz                     | 76  | 34 | 23 | 7  | 4  | 56 | 14 | +42  |
| 2    | FC Irtysh Pavlodar           | 74  | 34 | 23 | 5  | 6  | 60 | 22 | +38  |
| 3    | FC Yelimay Semipalatinsk (T) | 74  | 34 | 22 | 8  | 4  | 64 | 17 | +47  |
| 4    | FC Munaishy                  | 63  | 34 | 18 | 9  | 7  | 54 | 26 | +28  |
| 5    | FC Batyr Ekibastuz           | 63  | 34 | 18 | 9  | 7  | 43 | 22 | +21  |
| 6    | FC Kairat Almaty (C)         | 62  | 34 | 19 | 5  | 10 | 61 | 30 | +31  |
| 7    | FC Kaysar Kyzyl-Orda (P)     | 56  | 34 | 15 | 11 | 8  | 39 | 25 | +14  |
| 8    | FC Shakhtyor Karagandy       | 52  | 34 | 14 | 10 | 10 | 52 | 40 | +12  |
| 9    | FC Taldykorgan               | 48  | 34 | 14 | 6  | 14 | 35 | 40 | -5   |
| 10   | FC Aktobemunai Aktobe        | 45  | 34 | 13 | 6  | 15 | 42 | 48 | -6   |
| 11   | FC Tobol Koustanaï           | 45  | 34 | 10 | 15 | 9  | 35 | 35 | 0    |
| 12   | FC Vostok                    | 44  | 34 | 12 | 8  | 14 | 34 | 35 | -1   |
| 13   | FC Tselinnik Akmola          | 39  | 34 | 12 | 3  | 19 | 44 | 61 | -17  |
| 14   | FC Zhiger Shymkent           | 36  | 34 | 9  | 9  | 16 | 39 | 50 | -11  |
| 15   | FC Yenbek (P)                | 27  | 34 | 8  | 3  | 23 | 24 | 70 | -46  |
| 16   | FC Ordabasy Chymkent         | 24  | 34 | 6  | 6  | 22 | 29 | 61 | -32  |
| 17   | FC Bulat Temirtau            | 17  | 34 | 5  | 2  | 27 | 26 | 76 | -50  |
| 18   | FC Okjetpes Kokchetaou (P)   | 10  | 34 | 2  | 4  | 28 | 12 | 77 | -65  |

|  | Qualification pour la Coupe d'Asie des clubs champions 1997-1998                      |
|  | Qualification pour la Coupe des Coupes 1997-1998                                      |
|  | (T) Tenant du titre (C) Vainqueur de la Coupe du Kazakhstan (P) Promu de Perveja Liga |

## Bilan de la saison
| Championnat du Kazakhstan de football 1996              |                      |
| Champion                                                | FK Taraz (1er titre) |
| Coupes et trophées                                      |                      |
| Vainqueur de la Coupe du Kazakhstan 1996                | FC Kairat Almaty     |
| Qualifications continentales                            |                      |
| Coupe d'Asie des clubs champions 1997-1998 Premier tour | FK Taraz             |
| Coupe des Coupes 1997-1998 Premier tour                 | FC Kairat Almaty     |
| Promotions et relégations                               |                      |
| Promus en Top Division                                  | Aucun                |
| Relégués en Perveja Liga                                | Aucun                |